# Porazdeljeni digitalni optični vmesnik
Porazdeljeni digitalni optični vmesnik (angleško Fiber Distributed Digital Interface, kratica FDDI) je standard za povezovanje računalnikov v lokalnem omrežju. 
FDDI definira omrežje topologije obroča, ki uporablja dvojni optični medij za prenos podatkov. Standarde je izdal American National Standards Institute (ANSI) leta 1986. Načrtovan je bil za hitre računalnike, ki se niso zadovoljili z obstoječimi arhitekturami 10Mb/s Ethernet ali 4Mb/s Token Ring. 
FDDI se uporablja za omogočevanje zelo hitrih povezav v različnih omrežjih. Lahko se uporablja za mestna omrežja (Metropolitan Area Networks, MAN), za povezovanje omrežij v mestih z visokohitrostnimi optičnimi povezavami. FDDI je omejen na 100km (brez sekundarnega obroča na 200km), ki predstavlja maksimalno velikost obroča, zato FDDI resnično ni narejen za uporabo v WAN tehnologijah.
FDDI uporabljajo tudi lokalna omrežja (LAN), ki zahtevajo hiter prenos podatkov in dobre povezave. To so omrežja ustvarjena za delovne računalnike ali druge računalnike, ki potrebujejo visoko podporo, ker se ukvarjajo z aplikacijami, kot so video, računalniško podprta proizvodnja (CAM) in računalniško podprto načrtovanje (CAD).
FDDI delujej kot omrežna hrbtenica, na katero se lahko povezujejo lokalna omrežja z nižjimi hitrostmi povezave. 

## Značilnosti
- 100 Mbit/s prenosna hitrost,
- logična topologija obroča,
- fizično topologija enojnega ali celo dvojnega obroča,
- lahko je kombinirana s topologijo zvezde.